# Meru (peuple)
Pour les articles homonymes, voir Meru (homonymie).
 (août 2012).
Si vous disposez d'ouvrages ou d'articles de référence ou si vous connaissez des sites web de qualité traitant du thème abordé ici, merci de compléter l'article en donnant les références utiles à sa vérifiabilité et en les liant à la section « Notes et références ».
Les Meru sont une population d'Afrique de l'Est vivant principalement dans la région de Meru dans la Province orientale du Kenya. Ils parlent une langue bantou, le meru. En Tanzanie, il existe un peuple également nommé Meru, mais sans rapport avec celui du Kenya.

## Ethnonymie
Selon les sources et le contexte, on observe différentes formes : Ameru, Kimeru, Kirwo, Mero, Merou, Merous, Merus, Mieru, Mwere, Mweru, Rwo, Wameru.

## Situation

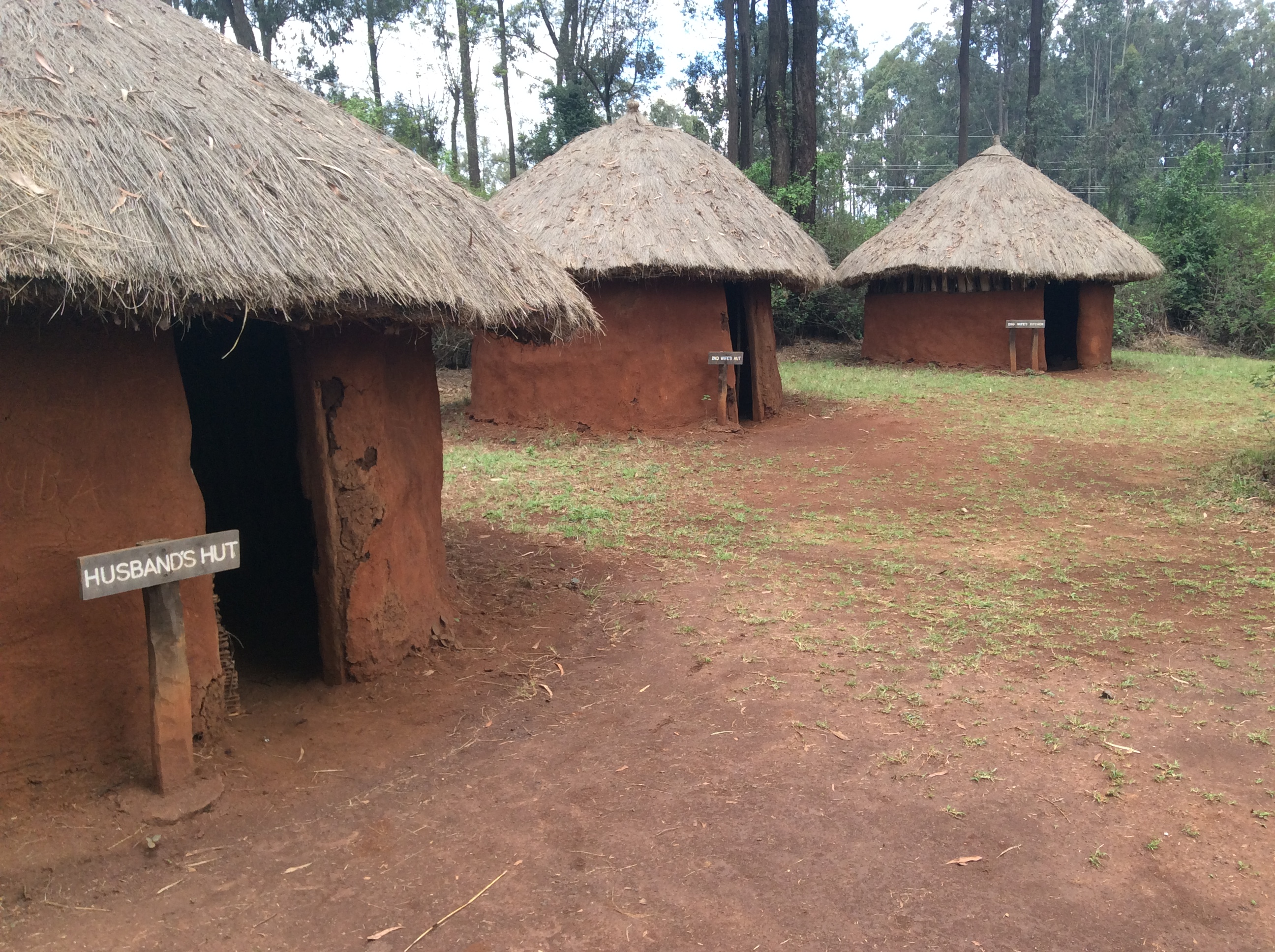
Reconstitution d'habitations meru

Les Meru forment une communauté vivant principalement de l'agriculture sur les pentes nord-est du mont Kenya. Le nom Meru renvoie à la fois à l'ethnie et à leurs terres, étant donné que, durant de nombreuses années, il n'y avait qu'un seul et unique district géopolitique pour les Mmeru. En 1992, il fut divisé en trois : Meru, Nyambene et Tharaka-Nithi. Ces ethnies n'ont pas de lien avec les Meru de Tanzanie[réf. nécessaire], si ce n'est qu'ils sont tous de langue bantoue. Les Meru sont principalement agraires, avec quelques animaux. Leur style de vie et leur culture sont similaires à deux des Bantous des hauts-plateaux. Les Tharaka vivent dans une région désertique et mènent une vie plus rude que les Meru.
Les Meru sont divisés en sept groupes appelés Tigania, Igemebe, Imenti, Miutuni, Igoji, Mwimbi et Muthambi. Les Chuka et les Tharaka sont désormais considérés comme meru mais possèdent des histoires orales et une mythologie différentes.
Les Meru sont traditionnellement gouvernés par des conseils élus et hiérarchisés composés d'anciens depuis le niveau clanique jusqu'au conseil suprême du njuri ncheke qui gouverne les sept groupes, faisant des Meru sans doute la seule nation pré-coloniale démocratique dans l'Afrique subsaharienne. Le Njuri est le seul système judiciaire traditionnel reconnu par l'État du Kenya.

## Histoire
La tradition orale principale concernant l'histoire antique des Meru est une fable fantastique qui semble combiner des éléments de vérité et de fiction et possède un parallèle étroit avec la mythologie juive.
Du manière générale, les Meru possèdent l'une des histoires orales les plus détaillées et les plus étonnantes des tribus du Kenya. Elle est également très intrigante, du moins d'un point de vue occidental, étant donné qu'elle contient des similarités bibliques fortes qui laissent à penser qu'ils ont pu composer l'une des tribus d'Israël ou qu'ils ont pu adopter un temps la religion judaïque, à l'instar des Falashas d'Éthiopie aujourd'hui. Cette histoire inclut une grande part de l'Ancien et du Nouveau Testament : un bébé dans un panier de roseaux qui devient un chef et un prophète, le massacre de nouveau-nés par un roi tyrannique, un exode, l'écartement et la traversée des eaux par une nation tout entière, la représentation d'Aaron sous la forme d'une lance magique, la figure du chef comparable à Moïse, des références à l'Égypte antique (Misiri), etc.
En bref, ces histoires orales racontent que les Meru furent retenus en esclavage à Mbwaa ou Mbwa par les Nguuntune (les « hommes rouges » ou littéralement « habits rouges »). Ils s'échappèrent et leur exode se fit au travers d'une large portion d'eau qu'ils traversèrent grâce à la magie sur un corridor à sec. De considérables recherches anthropologiques ont été conduites et documentées au sujet de cette mythologie meru : ces « hommes rouges » étaient probablement des Arabes et l'île de Mbwaa dont il est question correspond sans doute à l'actuel Yémen ou à l'île de Manda dans l'archipel de Lamu au large du Kenya. Ensuite, les ancêtres meru suivirent une route qu'il les mena aux collines de Marsabit, où ils restèrent quelque temps, avant d'être poussés plus au sud en raison des conditions climatiques et de la traite jusqu'au bassin du Tana voire jusqu'à l'actuelle Tanzanie, avant de s'installer définitivement dans la région du mont Kenya. Cela semble concorder avec les deux versions des branches septentrionale et orientale de l'histoire mythologique des Ameru.

## Culture

### Éducation
Les Meru ont obtenu de solides bases éducatives grâce aux écoles des missions chrétiennes et figurent parmi les groupes ethniques les plus influents du Kenya. Les principales institutions ont été fondées ou sponsorisées par les églises notamment catholiques, méthodistes (dominantes dans la région) et presbytériennes.

### Langues
Les langues meru, embu et kikuyu sont compréhensibles . Les Meru parlent au moins sept dialectes différents, mais la traduction de la Bible utilisée est en dialecte imenti. Ces différences reflètent les origines variées des Bantous et l'influence des voisins koushites et nilotes. Dans l'ensemble, le meru possède plus de caractéristiques de l'ancien bantou dans les formes grammaticales et phonétiques que les langues voisines. Mais il garde d'étroites ressemblances avec le kikuyu et le kikamba.

### Organisation familiale
Dans les régions rurales traditionnelles, les Meru ont des coutumes assez strictes autour de la circoncision qui affectent toute leur vie. À partir de l'acte, les garçons n'ont plus de contact avec leur mère et les filles n'en ont plus avec leur père. Une maison séparée est construite pour les fils et la mère leur laisse la nourriture devant la porte. Cette coutume varie en intensité en fonction de l'influence du milieu urbain, mais est toujours pratiquée dans certaines régions autour de Meru.

### Alliances politiques et tribales
Dans le passé, les Meru ont fait partie d'une coalition avec les Embu et les Kikuyu qui leur a conféré un certain pouvoir politique. L'alliance appelée Gikuyu-Embu-Meru Association (GEMA) n'est plus aussi puissante qu'elle a pu l'être, mais les Meru ont par exemple voté en faveur de l'opposition après l'avènement du multi-partisme. Cela a depuis changé la donne avec la défaite du KANU en 2002 aux élections générales qui a vu l'arrivée d'un certain nombre de leaders meru dans le gouvernement du NARC. Le système politique depuis 1992 a renouvelé une alliance tribale informelle entre la GEMA et la majorité de la communauté kikuyu.

## Personnalités d'origine meru
- Mutuma Mugambi, vice chancelier de la Kenya Methodist University
- Leah Marangu, vice chancelière de la African Nazarene University, première femme professeur au Kenya
- Aaron Ringera, directeur de la Kenya Anti Corruption Commission (KACC)
- Janet Mathiu, directeur des services de garderie - hôpital de Nairobi
- Rueben Marambii, CEO, National Bank of Kenya
- Mary M'Mukindia, ancien CEO, National Oil Corp
- Samuel Kobia, ancier secrétaire général du National Christian Council of Kenya (NCCK)
- Bishop Lawi Imathui, fondateur de la Kenya Methodist University
- Francis Muthaura, chef du service public et secrétaire de cabinet
- Edward H Ntalami, chef exécutif, Capital Markets Authority
- David Mwiraria, ancien ministre des finances, ministre de l'environnement
- Kiraitu Murungi, ministre de l'énergie
- Erastus K. Mwongera, ancien secrétaire permanent au ministère des routes, au ministère de l'eau et au ministère des terres
- Kilemi Mwiria, assistant du ministre de l'éducation
- Gerishon Ikiara, secrétaire permanent au ministère des transports
- Late Francis Kalung'e Mwenda, officier en chef des finances, bureau du Président
- Mathew Kirai Iteere, commandant du General Service Unit
- Alfred Mutema, président du Kenyatta National Hospital
- Henry Kinyua, ancien directeur général de la Kenya Planters Co-operative Union